# Нагиева, Амина Аббас кызы
Амина Нагиева (азерб. Əminə Abbas qızı Nağıyeva, 26 марта 1919, Баку — 23 июля 1977, Баку) — азербайджанская актриса, заслуженная артистка Азербайджанской ССР (1943).

## Биография
Амина Аббас кызы Нагиева (Султанова) с 1934 года выступала в драматическом кружке Женского клуба имени Али Байрамова. В 1936—1939 гг. обучалась в Азербайджанском государственном театральном училище имени Мирзы Фатали Ахундова. В 1938 году была принята в актёрскую труппу Национального драматического театра. Будучи супругой народного артиста Аждара Султанова, некоторые свои роли исполнила под фамилией «Султанова». 17 июня 1943 году Нагиева была удостоена звания заслуженной артистки Азербайджанской ССР.
В 1940—1950 гг. создала целый ряд образов на сцене Тифлисского театра. Среди наиболее запомнившихся можно отметить роль Бёюкханым («Горе Фахреддина», Наджаф-бек Везиров) и Марал («Счастливые», Сабит Рахман).

## Фильмография
- Двое из одного квартала (азерб. Bir məhəllədən iki nəfər, фильм, 1957).
- Странная история (азерб. Qəribə əhvalat, фильм, 1960).
- Наша улица (азерб. Bizim küçə, фильм, 1961).
- Жизнь испытывает нас (азерб. Həyat bizi sınayır, фильм, 1972).
- Фламинго, розовая птица (азерб. Qızıl qaz, фильм, 1972).
- Яблоко как яблоко (азерб. Alma almaya bənzər,полнометражный художественный фильм, 1975).